# Papa Mfumu'eto
Papa Jaspe Saphir Mfumu'eto (Matadi, 26 februari 1963) is een stripauteur en schilder uit Congo-Kinshasa.

## Levensloop
Mfumu'eto studeerde aan de Académie des Beaux-Art in Kinshasa. Vervolgens gaf hij daar allerlei zwart-witstrips uit waaronder Satan Aboyi Mobutu!, een parodiestrip over de toenmalige dictator Mobutu Sese Seko. In 1990 gaf hij een stripblad genaamd Mfumu'Eto uit. In datzelfde jaar verscheen zijn eerste album Nguma ameli mwasi na kati ya Kinshasa. In 1991 richtte hij met twee andere tekenaars een stripstudio genaamd Studios Pangala op. Er volgden nog enkele albums, waaronder Mutu mwindu abaluki mundele en Tshilombo Bernard. Begin jaren 2000 verlegde Mfumu'eto zijn vakgebied naar de schilderkunst. Hij tekent sindsdien nog zelden strips.